# Gymnopholus harti
Gymnopholus harti  (лат.) — вид мелких жуков-долгоносиков рода Gymnopholus из подсемейства Entiminae семейства Curculionidae (Eupholini, Coleoptera). Эндемик острова Новая Гвинея.

## Распространение
Встречаются на острове Новая Гвинея на высотах выше 1 км.

## Описание
Среднего размера нелетающие жуки-долгоносики. Длина тела около 2 см; чёрный и блестящий. Скутеллюм мелкий. Голова немного длиннее проторокса. Длина проторакса немного больше его ширины; проторакс гладкий мелкопунктированный. Надкрылья длинные, узкие. Ноги узкие. Характерны для тропических влажных и горных лесов. Взрослые жуки питаются листьями молодых деревьев (Cordyline, Evodia). От близкого вида Gymnopholus cyphothorax отличается гладкими боками проторакса.

## Систематика
Вид был впервые описан в 1977 году и включён в состав номинативного подрода Gymnopholus s.str. Gressitt, 1966 американским энтомологом Линсли Гресситтом (J. Linsley Gressitt; Гонолулу, Гавайи, США; 1914—1982) и назван в честь Алана Харта (Alan Hart, Bishop Museum), собравшего типовую серию. Большинство авторов включают вид Gymnopholus rubi в трибу Eupholini (в составе подсемейства Entiminae).